# 小林啓之 (医師・実業家)
小林 啓之（こばやし ひろゆき、1974年4月12日 - ）は、日本の医師、実業家。医学博士。

## 経歴
1995年 東京大学理科一類を中退し、慶應義塾大学医学部医学科に入学。2001年卒業後、同精神神経科学教室に入局。
2002年から財団法人精神医学研究所附属東京武蔵野病院に常勤医師として勤務。
2006年に精神保険指定医を取得。
臨床業務の傍ら、統合失調症の早期診断や治療に関する研究を精力的に行い、その功績により日本精神神経学会の2009年度精神医学奨励賞に選出される。
2009年に慶應義塾大学より博士号を取得し、同年日本精神神経学会認定専門医を取得。翌2010年4月よりケンブリッジ大学の客員フェローとして主に統合失調症のコホート研究に従事。
2011年からはケンブリッジ大学に籍を置き研究を継続しつつ、福島県郡山市のあさかホスピタルで臨床業務を再開したところ、間もなくして東日本大震災が発生。地震発生後の院内対応に奔走するにととまらず、その後沿岸部から避難してきた多くの患者への対応に追われた。特に当時避難所としては最大規模であったビッグパレットふくしまでは、不眠や抑うつ、PTSD症状などが数多く発生していたため、ボランティア活動は避難所機能が終了する７月まで及んだ。
当初は4月から渡英して研究活動を再開する予定だったが、震災の発生と偶然被災地に居合わせたことが契機となり、これまでの医療業務から、より広く社会貢献的な活動に目が向き始め、当時大塚製薬の常務執行役員であった、後に社長となる井上眞から勧誘を受け、同年8月に大塚製薬にメディカルディレクターとして参画。
大塚製薬参画後はメディカルアフェアーズ機能の立ち上げを担い、応用開発部長、MA部長を歴任。並行して疾患啓発活動や新規事業創出に携わり、前者ではカンヌライオンズ等で受賞に至る広告動画の作成、後者では日本IBMとの合弁会社（大塚デジタルヘルス）の設立などの実績を残した。
2016年からエーザイに移り、チーフメディカルオフィサージャパンアジア、メディカル本部長、ニューロロジーグループデュピティプレジデントなどを歴任。メディカルアフェアー機能の確立の他、開発や新規事業創出など幅広く携わる。2017年より同社執行役。
2020年、新型コロナウイルスのパンデミックを機に、より広くこれまでの経験や知見を生かすため独立を決意。6月にエーザイを離れ、株式会社リンクスパイラルを創業。企業アドバイザーや医療コンサルティングなどを手がける一方、デジタルヘルス事業への参入を意図して、2021年よりAI開発企業であるPreferred Networksにも参画。ヘルスケア&ウェルネス担当VPとして医療関連AI事業に携わる傍ら、Preferred Computing ChemistryやPFDeNAといった子会社の設立やリブランディングなどにも尽力。
2023年、再生医療系ベンチャーであるレグリア株式会社を設立、自ら代表取締役CEOとなる。

## 主な著書・訳書
- 『サイコーシス・リスクシンドローム 精神病の早期診断実践ハンドブック』（共訳、医学書院、2011年）
- 『専門医のための精神科臨床リュミエール５　統合失調症の早期診断と早期介入』（共著、中山書店、2009年）
- 『強迫観念の治療 (認知行動療法:科学と実践)』（共訳、世論時報社、2007年）
- 『こころの科学133 早期治療をめざす』（共著、日本評論社、2007年)
- 『EBM精神疾患の治療 2006-2007』（共著、中外医学社、2006年）
- 『第二世代抗精神病薬による統合失調症治療』（共著、中山書店、2006年）

## 主な受賞歴
- 日本精神神経学会　第12回（2009年度）精神医学奨励賞